# Rangitoto (Vulkan)
Der Rangitoto ist ein inaktiver Vulkan im Auckland Volcanic Field der Nordinsel von Neuseeland.

## Geographie
Der Rangitoto befindet sich rund 10 km nordöstlich des Stadtzentrums von Auckland und damit am westlichen Rand des Hauraki Gulf. Der 260 m hohe Vulkan ist identisch mit der Insel Rangitoto Island, die er gebildet hat. Der Vulkankrater misst im Durchmesser zwischen 160 und 170 m, an der Uferlinie zwischen 4,8 und 5,8 km im Durchmesser. Er ist der größte und jüngste der rund 50 Vulkane des Auckland Volcanic Field, das sich über das Stadtgebiet von Auckland Council und Teile des Hauraki Gulfs erstreckt. Die Vulkaninsel ist nicht bewohnt, wird aber zum Wandern genutzt. Touristen können per Bus bis zum Gipfel fahren.

## Entstehung
Der Rangitoto ist in mindestens zwei Eruptionsphasen vor rund 600 und 550 Jahren entstanden. Ein Fußabdruck eines Menschen in der Asche des Vulkans, der um 1400 entstanden ist, belegen einen seiner Ausbrüche. Das Auckland Volcanic Field, das über eine 250.000-jährige Geschichte blickt, ist ein sogenanntes monogenetisches Vulkanfeld, in dem Vulkane in der Regel nur einmal ausbrechen. Die Größe und Zeitdauer einer Eruption hängt von der Größe der gebildeten Lavablase ab. Der Rangitoto brach in zwei nachweisbaren Phasen aus. Die erste Eruption fand nördlich des heutigen Kraters statt und bildete den ersten Teil der Insel. Die zweite Eruptionsphase, die um 1450 stattgefunden hat, bildete eine neue Lavakammer aus, die sich an der Stelle entlud, an der sich der heutige Krater befindet. Das vom Rangitoto eruptierte Material wird auf rund zwei Kubikkilometer geschätzt und macht in etwa 60 % des von allen Vulkanen des Auckland Volcanic Field ausgeworfenen Materials aus. Er ist damit der mit Abstand größte Vulkan des Vulkanfeldes.
Bis etwa 1920 war der Rangitoto nur wenig begrünt. Danach wurde die Insel von Sträflingen flächendeckend mit Pohutukawa-Sträuchern bepflanzt. Seitdem werden dort auch Bienen gehalten und der Pohutukawa-Honig verkauft.

## Namensherkunft
Der Name „Rangitoto“ entstammt der Sprache der Māori und bedeutet so viel wie „blutiger Himmel“. Der Name des Berges soll hingegen in voller Länge „Te Rangi i totongia te ihu a Tama-te-kapua“ („der Tag, an dem Blut aus Tama-te-kapuas Nase floss“) gewesen sein. Der Legende nach sollen die Crews der beiden Kanus Arawa Waka und Tainui Waka im Streit gelegen haben, in dem die Crew des Arawa Waka unterlegen war. Ihr Anführer Tama-te-kapua wurde im Kampf verletzt und seine Leute mussten die Insel schließlich verlassen.